# Anal (langue)
Pour les articles homonymes, voir Anal.
L'anal est une langue appartenant au groupe des langues kuki-chin appartenant elle-même à la famille des langues tibéto-birmanes.

## Localisations

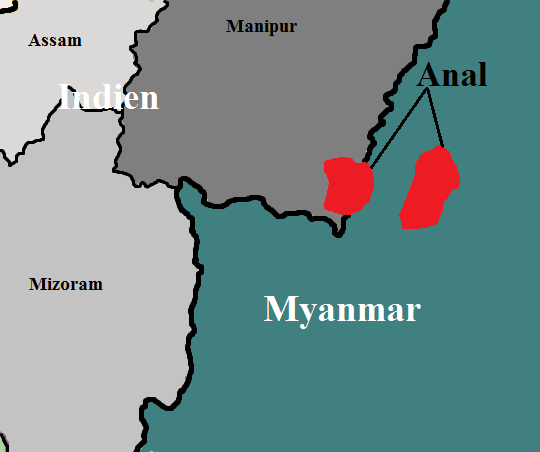
Localisations de l'anal en Birmanie (Myanmar) et en Inde (Manipur).

Elle est parlée en Birmanie et en Inde. Selon le recensement de 2011, 27 217 indiens ont l'anal pour langue maternelle, dont 26 508 au Manipur. Ses dialectes connus sont le laizo et le malshom.

## Écriture
| A a | Ā ā | E e | EE ee | I i | II ii | O o | OW ow | Ọ ọ | ỌỌ ọọ | U u | UW uw | U̱ u̱ | U̱W u̱w |

| B b | CH ch | D d | NG ng | H h   | J j   | K k   | L l   | M m   | N n   | P p   | R r   | S s     | T t | Ṭ ṭ |
| V v | W w   | Y y | Z z   | HM hm | HN hn | PH ph | TH th | ṬH ṭh | KH kh | HL hl | HR hr | NGH ngh |     |     |